# Avenue de Reynerie
L'avenue de Reynerie (en occitan : avenguda de Reinariá) est une voie de Toulouse, chef-lieu de la région Occitanie, dans le Midi de la France.

## Situation et accès

### Description
L'avenue de Reynerie est une voie publique. Elle traverse le quartier de du même nom.

### Voies rencontrées
L'avenue de Reynerie rencontre les voies suivantes, dans l'ordre des numéros croissants (« g » indique que la rue se situe à gauche, « d » à droite) :
1. Allée de Bellefontaine
2. Rue Raymond-Lizop (g)
3. Rue Paul-Gervais (d)
4. Rond-point Jean-Dauvillier
5. Avenue Winston-Churchill (g)
6. Impasse Théodore-Richard (d)
7. Cheminement Robert-Cambert (g)
8. Rue Georges-Candilis (g)
9. Rue Robert-Mesuret - accès piéton (d)
10. Rue Erik-Satie - accès piéton (g)
11. Impasse d'Ossau - accès piéton (d)
12. Rond-point Jean-Paul-Fonvieille
13. Rue Georges-Candilis (g)
14. Rue Paul-Gauguin (d)
15. Rue Auguste-Guénot - accès piéton (d)
16. Impasse de Londres - accès piéton (d)
17. Rue de Londres - accès piéton (d)
18. Rue de Washington - accès piéton (d)
19. Rue de Pékin - accès piéton (d)
20. Rue de Kyiv (g)
21. Rue Jacques-Babinet (d)
22. Cheminement André-Messager - accès piéton (g)
23. Rond-point Charles-Fabre
24. Avenue de Tabar (g)
25. Rue Nicolas-Louis-Vauquelin (g)
26. Avenue du Corps-Franc-Pommiès/périphérique (A620) - Échangeur no 26
27. Allée de Guyenne (d)
28. Rue Henri-Desbals

### Transports
L'avenue de Reynerie se trouve à proximité immédiate des stations Bellefontaine, Reynerie et Mirail – Université, sur la ligne de métro . De plus, elle est parcourue et desservie sur presque toute sa longueur, entre l'allée de Bellefontaine et l'avenue de Tabar, par la ligne de bus L14.
Il existe deux stations de vélos en libre-service VélôToulouse dans les rues voisines de l'avenue de Reynerie, mais toutes au-delà de l'avenue de Tabar : les stations no 220 (3 rue de l'Université) et no 221 (85 rue Nicolas-Louis-Vauquelin).

## Odonymie
L'avenue prend son nom du domaine de Reynerie. C'est en 1959 qu'il fut donné à la voie de contournement est de la ZUP du Mirail. Jusqu'à cette époque, le nom de Reynerie – ou encore Rennery, Reynery – s'appliquait à un chemin en partie disparu qui, dans le prolongement de la rue Louis-Vestrepain, longeait le domaine du Mirail, puis le domaine de Reynerie, pour aboutir à la rue Henri-Desbals (emplacement du croisement des actuelles rue Nicolas-Louis-Vauquelin et avenue de Tabar). Il existait déjà, à la fin du XVe siècle, une métairie, passée au milieu du siècle suivant entre les mains de M. de Reynier, professeur de droit à l'université : c'est lui qui donna son nom au domaine.

## Patrimoine et lieux d'intérêt

### Immeubles et maisons
- no  60 allée de Bellefontaine : résidence Clairefontaine.
La résidence est construite à partir de 1972 sur les plans des architectes Paul et Pierre Glénat. La rue Paul-Gervais, séparée de la circulation de l'avenue de Reynerie, permet de desservir le bas de l'immeuble, les espaces de stationnement extérieurs et les espaces verts. L'immeuble prend la forme d'un double tripode qui s'échelonne entre 6 et 12 étages, raccroché à la dalle qui le longe et qui se prolongeait à l'ouest, par-dessus l'allée de Bellefontaine, jusqu'au cœur du quartier de Bellefontaine, et au nord, par-dessus l'avenue de Reynerie, jusqu'au cœur du quartier de Reynerie. Il compte 211 logements, qui sont tous traversants et ont une double exposition à l'ouest sur l'avenue de Reynerie et à l'est sur les espaces verts du parc Théodore-Richard[2].

- no  3 rue Erik-Satie : immeuble Satie.
L'immeuble Satie fait partie d'un vaste ensemble de plusieurs immeubles construits entre l'avenue de Reynerie et la rue de Kyiv[N 1], pour la société H.L.M. Languedocienne entre 1968 et 1972, sur les plans des architectes Bernard Bachelot, Arnaud Bernardot, Pierre Génard, Pierre et Paul Glénat, Jean-Pierre Pierron, Bernard Valette et Jacques Villemur. La rue Erik-Satie et la rue Georges-Candilis, séparées de la circulation de l'avenue de Reynerie, permettent de desservir le bas de l'immeuble, les espaces de stationnement extérieurs et les espaces verts. L'immeuble, qui avait la forme d'un tripode de 11 étages, comptait 384 logements, mais la branche nord-ouest a été démolie entre 2001 et 2009, n'en laissant plus que 268. Les appartements sont tous traversants et ont une double exposition au nord sur l'intérieur de la cité et au sud sur l'avenue de Reynerie[3]. En 2016, un mur végétal de 57 mètres est créé sur une des façades de l'immeuble[4].

### Médiathèque Grand M
La médiathèque Grand M vient remplacer la bibliothèque de Reynerie, construite en 1973 sur les plans de l'atelier de Georges Candilis, sur la dalle face à la place André-Abbal, et détruite vers 2010 dans le cadre du projet de Grand Mirail soutenu par l'Agence nationale pour la rénovation urbaine (ANRU),. 
L'actuelle médiathèque s'élève à l'angle de l'avenue de Reynerie (actuel no 35) et de la rue Raymond-Lizop. Elle est construite entre 2010 et 2012 sur les plans de l'atelier d'architecture bordelais King Kong. C'est une des médiathèques les plus importantes de la ville et elle propose, sur une superficie de 1 400 m2, 24 000 livres, 110 titres de journaux, 5 000 DVD et 4 000 CD. 
L'édifice est d'une architecture contemporaine. Il est constitué de deux corps de bâtiment. Le premier, de forme cubique, se développe sur trois travées et s'élève sur trois niveaux. Le rez-de-chaussée accueille les rayonnages de la bibliothèque. Le 1er étage abrite l'administration et le 2e étage la salle de conférence. Le second corps de bâtiment est séparé du premier par une galerie couverte en verre, qui reçoit deux salles de consultation et constitue un espace tampon entre le cœur de la médiathèque et l'espace public. Le bâtiment, qui a reçu le label BBC, n'utilise pas de climatisation, mais recourt au chauffage urbain, complété par une pompe à chaleur, une ventilation double-flux et des panneaux photovoltaïques. Le parvis, face à l'avenue de Reynerie, couvre le passage du métro et, ne pouvant pas être bâti, est pavé. Les arbres plantés en ligne servent de pare-vent arboré et rafraichi par des fontaines encastrées dans le sol.

### Collège Raymond-Badiou
Le collège d'enseignement secondaire (CES) de Reynerie, devenu le collège Raymond-Badiou en 2014, est construit en 1969, après le collège de Bellefontaine (actuel no 5 cheminement Francisco-de-Goya) et du Mirail (actuel collège Nicolas-Vauquelin, no 61 rue Nicolas-Louis-Vauquelin), par l'équipe parisienne de l'agence de Georges Candilis. Il s'organise sur une longue parcelle entre l'avenue de Reynerie, la rue de Kyiv (actuel no 1) et le chemin Jean-Wiener. 
Le collège se compose de trois corps de bâtiments rectangulaires disposés en redan : deux corps de bâtiments sur deux niveaux (rez-de-chaussée et étage) étaient occupés par le collège d'enseignement général, le troisième, sur un seul niveau (rez-de-chaussée), par la section d'éducation spécialisée. Chaque corps de bâtiment s'organise autour d'un patio central. Au sud, le bâtiment qui abrite la salle de demi-pension et une salle polyvalente, et le bâtiment de l'atelier d'application se rattachent à l'édifice de l'enseignement spécialisé. Les logements de fonction se trouvent à l'entrée du collège, du côté de la rue de Kyiv : trois T3, trois T4 et un T5. On retrouve le plan utilisé pour le lotissement des Mûriers, construit entre 1971 et 1973 allée de Bellefontaine : ici, sept maisons aux plans en L s'accrochent en « grappes »,.
Le collège connaît des difficultés : il est classé en ZEP en 1982, puis RAR en 2006, ÉCLAIR en 2011 et enfin REP+ en 2014. En 2017, le conseil général de la Haute-Garonne prend la décision d'une fermeture progressive du collège Raymond-Badiou, étalée sur trois ans, en attendant la construction d'un nouveau collège sur une partie des terrains de NXP Semiconductors, en bordure de l'avenue du Général-Eisenhower (emplacement de l'actuel no 134). Le collège Raymond-Badiou devrait quant à lui être démoli en 2021.